# Calymmaderus
Calymmaderus là một chi bọ cánh cứng thuộc họ Ptinidae.

## Phân loại
Có 11 loại được ghi nhận trong chi Calymmaderus:
- Calymmaderus advenus (Fall, 1905) i c g
- Calymmaderus amoenus (Fall, 1905) i c g
- Calymmaderus bibliothecarum (Poey, 1851) g
- Calymmaderus brevissimus (Pic, 1909) g
- Calymmaderus nitidus (LeConte, 1865) i c g b
- Calymmaderus oblongus (Gorham, 1883) g
- Calymmaderus obsoletus (Fall, 1905) i c g b
- Calymmaderus pudicus (Boheman, 1858) i c g
- Calymmaderus punctulatus (LeConte, 1865) i c g b
- Calymmaderus similis (Fall, 1905) i c g
- Calymmaderus solidus (Kiesenwetter, 1877) g

Data sources: i = ITIS, c = Catalogue of Life, g = GBIF, b = Bugguide.net